# Йозеф Куделка
Йозеф Коуделка (нар. 10 січня 1938) — чесько-французький фотограф, член Magnum Photos. Виставки його робіт проходили в Музеї сучасного мистецтва та Міжнародному центрі фотографії, Нью-Йорк; галерея Хейворд, Лондон; музей Штеделейка в Амстердамі; та Токійський палац, Париж.

## Біографія
Коуделка народився в 1938 році в маленькому моравському містечку Босковиці, Чехословаччина Спочатку Йозеф фотографував свою сім'ю та околиці за допомогою бакелітової камери 6 × 6. Навчався в Чеському технічному університеті в Празі (ČVUT) в 1956  році. Отримав ступінь інженера в 1961 р. Того ж року він влаштував першу фотовиставку. Пізніше Йозеф працював інженером-авіатором у Празі та Братиславі.
Коуделка почав приймати замовлення у театральних журналах і фотографував постановки у празькому театрі «За воротами» на камеру Rolleiflex. У 1967 році він вирішив кинути інженерну кар'єру, щоб приділити весь час фотографуванню.
У період з 1962 по 1971 рік Коуделка подорожував Чехословаччиною, Румунією, Угорщиною, Францією та Іспанією, фотографуючи ромів, які вели кочовий спосіб життя. Кожного літа Коуделка їздив фотографувати, «несучи рюкзак і спальник, спав просто неба і жив економно».
Він повернувся з фотографування циган у Румунії лише за два дні до вторгнення СРСР, у серпні 1968 р. і був свідком та сфотографував військові сили Варшавського договору, коли вони вторглися в Прагу і зруйнували реформи так званої Празької весни. Деякі негативи Куделки були вивезені з Праги агенції Magnum Photos і анонімно опубліковані в журналі The Sunday Times під ініціалами PP (Празький фотограф).
Фотографії Куделки були «визнані одними з найпотужніших фотожурналістських нарисів 20 століття». У 1969 р. «Анонімний чеський фотограф» був нагороджений Золотою медаллю Роберта Капи заморського прес-клубу за фотографії, що вимагають виняткової мужності. Багато його фотографій цих подій було побачено через десятки років.
Коли Магнум порекомендував його британській владі, Коуделка в 1970 році втік до Англії, де подав прохання про політичний притулок і пробув там більше десяти років. У 1971 році приєднався до Magnum як асоційований член та став повноправним членом у 1974 році. Він продовжував бродити по Європі зі своїм фотоапаратом.
Протягом 1970-х і 1980-х Коуделка підтримував свою діяльність завдяки численним грантам і преміям, і продовжував виставляти та публікувати фотографії, зроблені під час проектів Цигани (1975) та Вигнанці (1988). Шон О'Хеган, пишучи « The Observer» у 2011 році, описав циган як «класику документальної фотографії». З 1986 року фотограф працював з панорамною камерою і опублікував збірку цих фотографій у своїй книзі «Хаос» у 1999 році.
Він отримав підтримку та визнання від французького фотографа Анрі Картьє-Брессона та чеського історика мистецтва Анна Фарова .
У 1987 році Коуделка став громадянином Франції і зміг повернутися до Чехословаччини в 1990 році Потім він створив Чорний трикутник, задокументувавши пейзаж у регіоні Підкрушногоржі, західній околиці передгір'я Чорного трикутника в Рудних горах, розташованому між Німеччиною та Чехією.
Коуделка живе у Франції та Празі і продовжує роботу з документування європейського ландшафту. Він батько двох доньок, одна з яких живе в Англії, а друга у Франції, та сина, який живе в Італії.

## Творчість
Ранні роботи Куделки наголосили на соціальних та культурних моментах. Незабаром Йозеф Коуделка перейшов до більш особистого, поглибленого фотографічного дослідження життя циган Словаччини, а згодом і Румунії. Ці фотографії були виставлені в Празі в 1967 році. Протягом кар'єри Куделку відзначали його здатність фіксувати присутність людського духу серед темних пейзажів. Запустіння, марнотратство, відхід, зневіра та відчуження — теми його творчості. Його подальша робота зосереджена на пейзажі.
Остання книга Йозефа Куделки "Стіна: ізраїльські та палестинські пейзажі" була опублікована Фондом « Діафрагма» в 2013 році. До книги увійшли панорамні пейзажі, які він створив між 2008 і 2012 роками як свій проект для фотографів ". У 2015 році вийшов документальний фільм про роботу Куделки під назвою «Коуделка, що стріляє у Святу землю»

## Публікації
- Diskutujeme o moralce dneska. Czechoslovakia: Nakladatelstvi Politické Literatury, 1965.
- Kral Ubu: Rozbor inscenace Divadla Na Zabradli v Praze (with Alfred Jarry). Czechoslovakia: Divadelni Ustav, 1966.
- Rozbor insenace Divadla Na zabradli v Praze, 1966.
- Josef Koudelka, 1968.
- Gitans = Gypsies
  - Gitans: la fin du voyage. Paris: Delpire, 1975. ASIN B0014M0TV8.
  - Gypsies. New York: Aperture, 1975. ISBN 978-0-912334-74-5.[9]
  - Gypsies. New York: Aperture, 2011. Revised and enlarged edition. ISBN 978-1-59711-177-5
  - Roma. Göttingen: Steidl, 2011. ISBN 978-3-86930-388-8
- Josef Koudelka: I Grandi Fotografi. Italy: Fabbri, 1982.
- Josef Koudelka. Photo Poche, Centre National de la Photographie, France, 1984.
- Josef Koudelka. Photographs by Josef Koudelka. Introduction by Bernard Cuau. Centre National de la Photographie, Paris, 1984.
- Exiles.
  - Paris: Centre National de la Photographie; Paris: Delpire; New York: Aperture; London: Thames &amp; Hudson, 1988. ISBN 978-0-500-54208-8
  - Revised edition. Paris: Delpire; New York: Aperture, 1997.
  - Revised and expanded edition. London: Thames & Hudson (ISBN 978-0-500-54441-9); New York: Aperture, 2014 (ISBN 978-1-59711-269-7). Essay by Czesław Miłosz. Commentary with Josef Koudelka and Robert Delpire.
- Josef Koudelka, Mission Photographique Transmanche. France: Différence, 1989.
- Animaux. France: Trois Cailloux/maison de la Culture d'Amiens, 1990.
- Prague 1968. France: Centre National de la Photographie, 1990.
- Josef Koudelka: Fotografie Divadlo za branou 1965—1970. Czech Republic: Divadlo za Branou II, 1993.
- Josef Koudelka. Photographs by Josef Koudelka. Hasselblad Center, 1993.
- Cerný Trojuhelník — Podkrušnohorí : Fotografie 1990—1994 (The Black Triangle: The Foothills of the Ore Mountain). Czech Republic: Vesmir, 1994.[13]
- Photopoche: Josef Koudleka. France: Cnp, 1997. ISBN 978-2-09-754114-7
- Reconnaissance Wales. Cardiff, UK: Fotogallery/ National Museums and Galleries of Wales, 1998. ISBN 978-1-872771-45-8
- Chaos. France: Nathan/Delpire; UK: Phaidon Press; Italy: Federico Motta Editore, 1999. ISBN 978-0-7148-4594-4
- Lime Stone. France: La Martinière, 2001.
- Josef Koudelka. Czech Republic: Torst, 2002. ISBN 978-80-7215-166-0
- Théâtre du Temps. France: Actes Sud. ISBN 978-2-7427-4435-0
- L'épreuve totalitaire. Paris: Delpire, 2004. With an essay by Jean-Pierre Montier.
- Koudelka: Camargue. France: Actes Sud, 2006. ISBN 978-2-7427-6174-6
- Koudelka. France: Delpire; Italy: Contrasto; New York: Aperture; UK: Thames & Hudson; Germany: Braus; Spain: Lunwerg; Czech Republic: Fototorst, 2006.
- Joseph Koudelka Photofile. Thames & Hudson, 2007. ISBN 978-0-500-41083-7
- Invasion 68: Prague. New York: Aperture. ISBN 978-1-59711-068-6 France: Tana. ISBN 978-2-84567-438-7
- Koudelka Piedmont. Contrasto, 2010. ISBN 978-88-6965-217-2
- Lime. Paris: Xavier Barral, 2012. ISBN 978-2-9151-7385-7
- Wall. New York: Aperture, 2013. ISBN 978-1-5971-1241-3

## Нагороди
- 1967: Нагорода Спілки художників Чехословаччини, Чехословаччина [джерело?]
- 1969: Золота медаль Роберта Капи, Національна асоціація фотографів преси, США, приз присвячений «невідомому чеському фотографу»[8]
- 1972: Грант Британської ради мистецтв за висвітлення Кендала та Саутенда, Велика Британія
- 1973: Грант Британської ради мистецтв за висвітлення життя циган у Великій Британії, Велика Британія
- 1976: грант Ради мистецтв Великої Британії на висвітлення життя на Британських островах, Велика Британія [джерело?]
- 1978 Prix Nadar, Франція[16]
- 1980: Національний фонд Ради мистецтв, США [джерело?]
- 1987: Grand Prix National de la Photographie, Міністерство культури Франції, Франція [джерело?]
- 1989: Grand Prix National de la Photographie. [джерело?]
- 1991: Grand Prix Henri Cartier-Bresson, Франція
- 1992: Премія Хассеблада, Швеція[17]
- 1998: Медаль і почесна стипендія Королівського фотографічного товариства (HonFRPS) як визнання стійкого, значного внеску у мистецтво фотографії в 1998 році.
- 2004: нагорода Cornell Capa Infinity, Міжнародний центр фотографії, Нью-Йорк[18]
- 2015: Премія доктора Еріха Саломона[19][20]

## Виставки
- 1961 — Дівадло Семафор, Прага
- 1967 — Йозеф Коуделка: Cikáni — 1961—1966, Divadlo za branou, Прага
- 1968 — Йозеф Коуделка: Divadelní fotografie — 1965—1968, Divadlo za branou, Прага
- 1975 — Йозеф Коуделка, Музей сучасного мистецтва, Нью-Йорк
- 1977 — Гітани: la fin du voyage, Галерея Дельпір, Париж; Kunsthaus Zürich, Цюрих, Швейцарія; Музей Тель-Авіва, Ізраїль; Музей Вікторії та Альберта, Лондон.
- 1978 — Музей Штедлейка в Амстердамі, Амстердам, Нідерланди[21]
- 1984 — Йозеф Коуделка, галерея Хейворд, Лондон. Виставка фотографій вторгнення до Праги, вперше віднесена до Куделки.[8]
- 1988/89 — Йозеф Коуделка, Національний центр фотографії, Палац Токіо, Париж; Міжнародний центр фотографії, Нью-Йорк; Академія дер Кюнсте, Берлін; Музей Фолькванг, Ессен, Німеччина; IVAM, Валенсія, Іспанія.
- 1989 — Йозеф Коуделка, Місіон Трансманш, Галерея CRP Ancienne Poste, Душі-ле-Майн, Франція
- 1990 — Йозеф Коуделка з фотографічного зображення 1958—1990, музей Умелекопрумислове, Прага
- 1994 — Черний троюхельник — Підкрушногоржі: Fotografie 1990—1994 = Чорний трикутник: передгір'я Рудних гір, Салмовський палац, Прага
- 1995/97 — перипланіс: слідом за поглядом Улісса, Мілос, Салоніки, Греція; Zappeion, Афіни; Центр культури Una Volta, Бастія, Франція; ville de Rodez, Франція; Токійський столичний музей фотографії, Токіо; Museo di Storia della Fotografia, Fratelli Alinari, Firenze, Італія.
- 1998 — Розвідка: Уельс, Національний музей і галерея Уельсу, Кардіфф, Велика Британія
- 1998 — З-за залізної завіси, фойє Літтлтона, Королівський національний театр, Лондон[22]
- 1999/2001 — Хаос, Палаццо делле Еспозіціоні, Рим; Cantieri Culturali della Zisa, Палермо, Італія; Палаццо Маріно алла Скала, Мілан; Зал Снеллмана, Гельсінкі; експозиційна площа де Пласа де Іспанія, Мадрид.
- 2002 — Йозеф Коуделка: Фотограф, Національна галерея, Прага
- 2002/03 — Ретроспектива, Rencontres d'Arles, Арль, Франція;[23] Museo del Palacio de Bellas Artes, Мехіко; Museo de Arte Contemporáneo de Monterrey, Монтеррей, Мексика.
- 2003 — Teatro del Tempo, Mercati di Traiano, Рим
- 2006 — Rencontres d'Arles, Арль, Франція: виставка та лауреат премії Discovery
- 2008 рік
  - Показ у Театрі античного д'Оранжу, Ренконтр д'Арль, Арль, Франція
  - Прага 1968, Галерея апертур, Нью-Йорк[24][25]
  - Коуделка, музей Бенакі, Афіни[26]
  - Йозеф Коуделка, музей Пера, Стамбул[27]
  - Invaze = Вторгнення, Стара ратуша, Прага
- 2010 — Invasion Prague 68, Photo Cube Market Square, Гернсі[28]
- 2011 — Вторгнення 68, Прага, Центр фотографії братів Люм'єр, Москва[29]
- 2012 — Zingari, Fondazione Forma, Мілан[30]
- 2013 — Vestiges 1991—2012, Center de la Vieille Charité, Марсель, Франція[31]
- 2013/2014 — Ретроспектива Йозефа Куделки, Національний музей сучасного мистецтва, Токіо[32]
- 2014/2015 — Йозеф Коуделка: національність сумнівна, Інститут мистецтв Чикаго, Чикаго, штат Іллінойс;[33] Центр Гетті, Лос-Анджелес;[34] Fundacion Mapfre, Мадрид[35]
- 2016/2017 — «Вигнанці | Стіна» Нідерландський фотомузей[36]
- 2018 — Йозеф Коуделка: Повернення, Музей декоративного мистецтва, Прага[37][38]
- 2019 — Йозеф Коуделка: Вигнанці, Софійська міська художня галерея, Софія[39]

## Колекції
Робота Куделки зберігається в постійній колекції:
- Музей Штедлейка в Амстердамі, Амстердам, Нідерланди[40]

### Інтерв'ю
- Інтерв'ю з Френком Горватом (січень 1987)
- Praga '68 — La Primavera di Koudelka [Архівовано 2 листопада 2021 у Wayback Machine.], La Domenica di Repubblica, стаття та інтерв'ю про фотографії радянського вторгнення до Праги
- Йозеф Коуделка в розмові з Шейлою Шейх [Архівовано 16 листопада 2020 у Wayback Machine.] про проект «Це місце», який фотографує Ізраїль та Західний берег